# Sokawera (Cilongok)
Sokawera is een bestuurslaag in het regentschap Banyumas van de provincie Midden-Java, Indonesië. Sokawera telt 7418 inwoners (volkstelling 2010).